# ニチイケアパレス
株式会社ニチイケアパレスは、介護付き有料老人ホーム「ニチイホーム」とサービス付き高齢者専用賃貸住宅「アイリスガーデン」、住宅型有料老人ホーム「ニチイメゾン」、訪問介護事業所、居宅介護支援事業所「ニチイライフケア」を展開する企業。ニチイホールディングスグループ傘下。前社名は、日本シルバーサービス株式会社。
2007年9月までは、グッドウィル・グループ（現・テクノプロ・ホールディングス←プロンプトホールディングス←アドバンテージ・リソーシング・ジャパン←ラディアホールディングス）傘下だったが、コムスン問題により事業譲渡された。

## 沿革
- 1964年（昭和39年）6月22日 - 会社設立。
- 1983年（昭和58年）12月 - 現事業の創業（修善寺桜湯園）。
- 1986年（昭和61年）3月 - 日本シルバーサービス株式会社に社名変更。
- 2007年（平成19年）
  - 9月7日 - ニチイ学館に株式譲渡。
  - 9月18日 - 株式会社ニチイケアパレスに社名変更。
  - 11月19日 - 本社を東京都目黒区碑文谷から千代田区神田東松下町に移動。
- 2009年（平成21年）
  - 7月27日 - 本社を千代田区神田駿河台に移動。
  - 10月1日 - ニチイグループの株式会社ニチイホームと株式会社ニチイリビングを吸収合併。
- 2010年（平成22年）1月1日 - 老人ホーム事業の「桜湯園」を「ニチイホーム」にブランド名を統一。
- 2012年（平成24年）- LPP災害時における『生命・生活の保護計画』プロジェクト始動。
- 2022年（令和4年）
  - 初の住宅型有料老人ホーム（ニチイホーム稲毛。現・ニチイメゾン稲毛）を開設。
  - 居宅介護支援事業所及び訪問介護事業所（ニチイホーム稲毛介護センター。現・ニチイライフケア稲毛）の運営を開始。
  - 株式会社西日本ヘルスケアを吸収合併。
  - 4月 - ニチイグループ再編により、親会社がニチイ学館から株式会社ニチイホールディングスへ変更。[1]
  - 6月 - 本社を現在地に移動。
- 2023年（令和5年）
  - 住宅型有料老人ホームおよびサービス付き高齢者向け住宅の一部のブランド名を「ニチイメゾン」に統一。[2]
  - 4月 - 株式会社ポプラコーポレーションおよび株式会社明季を吸収合併。
  - 6月 - 愛知県初となるニチイホーム星ヶ丘を名古屋市名東区にオープン。
- 2024年（令和6年）
  - 4月 - 京都府初となる住宅型有料老人ホーム、ニチイメゾン長岡京を京都府長岡京市にオープン。

## 運営施設、拠点

### ニチイホーム
施設の一覧

### アイリスガーデン
施設の一覧

### ニチイメゾン
施設の一覧

### ニチイライフケア
施設の一覧